# Duvensee
Duvensee – gmina w Niemczech w kraju związkowym Szlezwik-Holsztyn, w powiecie Herzogtum Lauenburg, wchodzi w skład urzędu Sandesneben-Nusse.

## Stanowiska archeologiczne
Stanowiska archeologiczne w Duvensee (niem. Duvenseer Wohnplätze) to seria wczesnych mezolitycznych stanowisk archeologicznych, które znajdują się na torfowisku Duvensee. Torfowisko jest jednym z najstarszych i najlepiej zbadanych stanowisk osadnictwa archeologicznego od wczesnego holocenu w Europie Środkowej. Stanowiska archeologiczne są znane z dobrze zachowanych pozostałości organicznych i mają ogromne znaczenie dla zrozumienia strategii egzystencji i osadnictwa polodowcowych społeczeństw myśliwych i zbieraczy. Ostatnie badania zbadały sposób żywienia i użytkowania gruntów przez społeczeństwo Duvensee w związku z ewolucją współczesnego stylu życia i żywienia.